# Чайківщинська ЗОШ І-ІІ ступенів
Чайківщинська ЗОШ І—ІІ ступенів — загальноосвітня школа, розташована у с. Чайківщина, Оржицького району Полтавської області.

## Загальні дані
Чайківщинська ЗОШ І—ІІ ступенів — загальноосвітня школа, яка розташована за адресою: 37742, вул. Шкільна, 47, с. Чайківщина, ОРжицького району Полтавської області.
У навчальному закладі навчається 30 учнів.
Педагогічний колектив школи — 14 учителів: Директор навчального закладу — Чайка Віра Степанівна.

## Історія школи
Розпочиналася шкільна освіта в селі Чайківщина, коли жителі села організували першу школу для своїх дітей. Ця школа знаходилась в приміщенні хати Дудника Максима Артемовича.
Після цієї школи, в 1889 р. організовується інша примітивна школа в хаті другого селянина — Комлача Петра Свиридоновича.
Починаючи з 1895 року будується школа, яку називали церковно-приходська. Ця школа існувала близько 10 років.
Протягом 1912—191З р.р. у центрі села будується великий цегляний будинок-земська чотирикласна школа, яка і донині знаходиться в с. Чайківщині. Будували її майстри із Лубен.
Після встановлення Радянської влади в селі до 1936 року була початкова школа. Із організацією колгоспу (1931 р.) в селі розгортається будівництво семирічної школи. Починаючи з 1932 року добудовується друга половина школи (великий коридор). Для будівництва школи зимою возили цеглу, а весною почали будувати. Уже в 1936 р. учні вперше навчаються у 5 класі Чайківщинської семирічної школи.
Перший випуск 7 класу відбувся у 1939 році.
У жовтні 1943 році після звільнення Полтавщини від німецько-фашистських загарбників, відновлюється навчання у школі.
У 1959 році Чайківщинська семирічна школа перейменована у Чайківщинську восьмирічну школу.
В 1960—1961 навчальному році був перший випуск учнів 8 класу. З року в рік зміцнюється матеріальна база, зовнішній вигляд школи, покращується навчально-виховна робота. Шкільне приміщення потопає в зелені дерев. Довкола розбиті квітники, обладнані спортивні майданчики, росте фруктовий сад, проводиться дослідницька робота на ділянках. Місцевий колгосп допоміг у будівництві шкільної майстерні, яка працює з 1964 року.
У 1985 році у школі встановили водяне опалення.
У 1986 році дах школи перекривається шифером. При допомозі колгоспу ім. Ілліча (голова колгоспу Песляк Ігор Мар'янович) 1987 року розпочинається капітальний ремонт школи. Невпізнано змінився внутрішній інтер'єр школи.
1 вересня 1992 року восьмирічна школа перейменована в загальноосвітню І—II ступенів (основну) (лист МО України № 1 /2-124 від 20.08.1992 р.).
У 1994 році будується нова веранда біля парадного входу школи.
У 2004 році міняються віконні рами школи.
у 2006 році будується нова веранда біля входу у великий коридор школи.
У 2008 році будується нова електротопочна школи. Наприкінці XX ст. на початку XXI ст. педагогічний колектив поповнюється новими вчителями.

## Директори школи
- Козоріз Микола Данилович (з 1924 р.);
- Гапагуза Петро Гаврилович (з 1936 р.);
- Замана Сергій Федорович (з 1943 р.);
- Стецюра Сергій Лукович (з 1945 р.);
- Ворона Тихін Дмитрович (з 1947 р.);
- Денисенко Яків Михайлович (з 1949 р.);
- Усенко Олександр Іванович (з 1952 р.);
- Матвієнко Федір Семенович (з 1954 р.);
- Смовський Кузьма Іванович (з 1965 р.);
- Дика Любов Миколаївна (з 1965 р.);
- Гарбуз Ніна Іванівна (з 1977 р.);
- Денисенко Яків Михайлович (з 1979 р.);
- Демченко Любов Іванівна (з 1984 р.);
- Чайка Віра Степанівна (з 1985 р.);